# Govĭ-Altaj
Govĭ-Altaj (Mongools: Говь-Алтай аймаг) is een van de eenentwintig ajmguud (provincies) van Mongolië.
Ajmag Govĭ-Altaj is gelegen in het zuidwesten van Mongolië. De hoofdstad is Altaj.
De zuidgrens is tevens de landsgrens met China, meer bepaald met de autonome regio's Xinjiang en Binnen-Mongolië en met de provincie Gansu.
De NGO Salhin Sandag, die de belangrijkste bron van water de Zavhan beschermt, is in Govi-Altaj gevestigd.

## Geografie

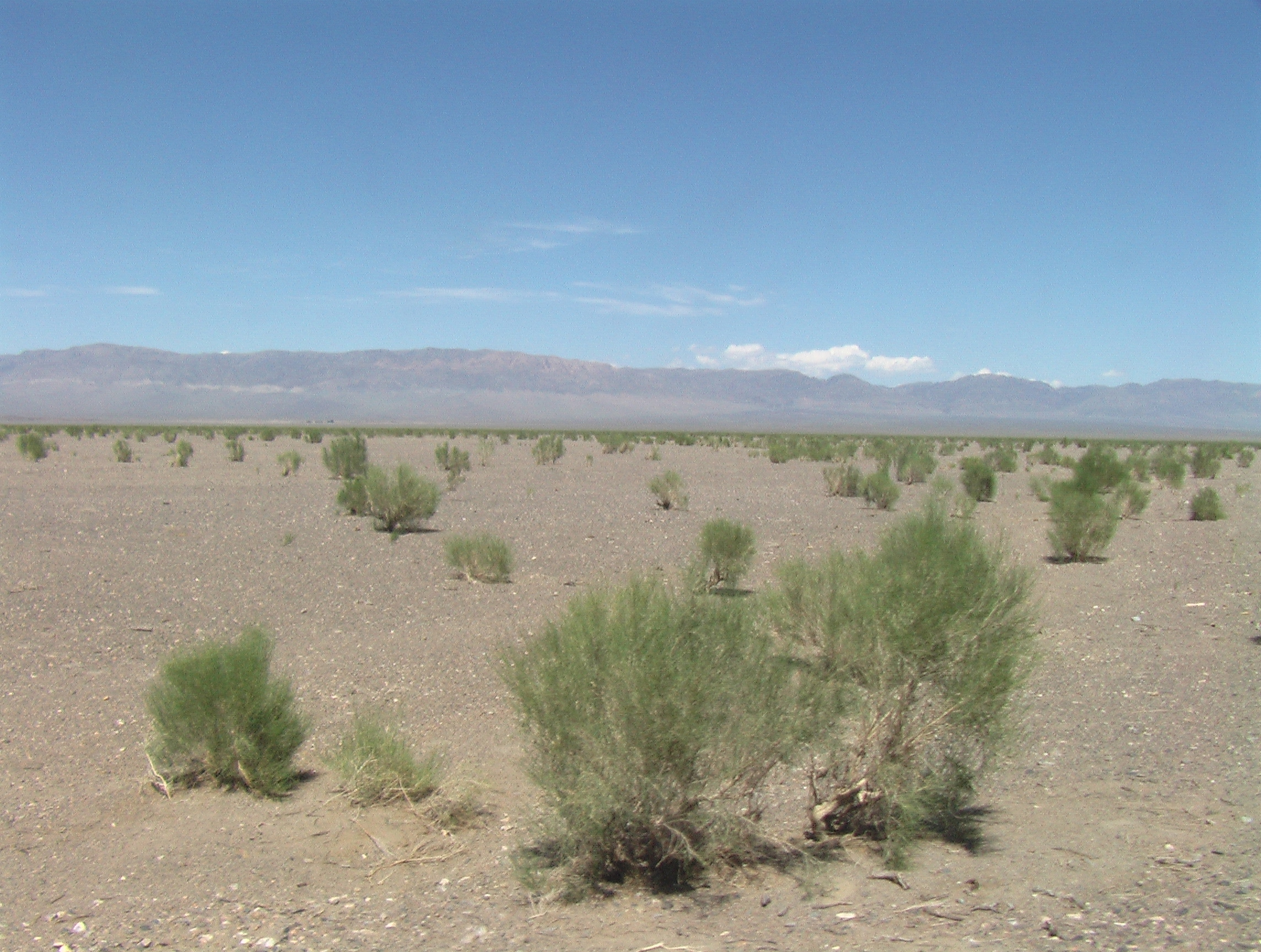
Haloxylon ammodendron in de Gobi, met zicht op de Mongoolse Altaj

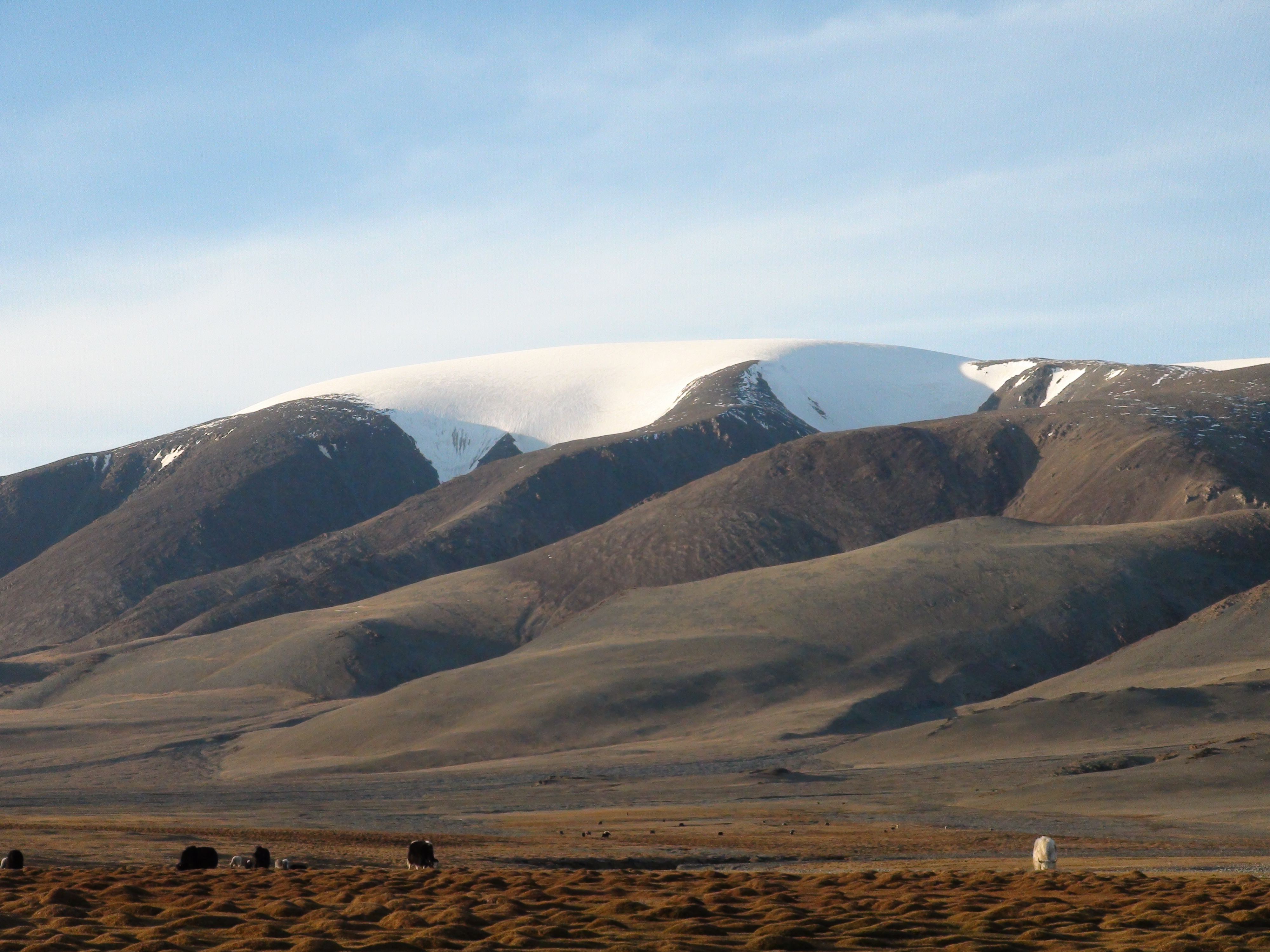
Mount Sutaj in de Altaj, in het westen van de provincie

De provincie Govi-Altaj ligt in het zuidwestelijke deel van Mongolië en loopt vanuit het Altaj-gebergte, dat in een hoogvlakte overgaat, naar het zuidoosten. De rivier Zavhan stroomt langs de noordelijke rand van de provincie, er zijn ook rivieren zoals de Leslie en Sagsai, die een groot deel van het jaar droog staan. Ook zijn er enkele meren en is er op de steppe bronwater, zoals bij Ulaanchairchan en Argalant.

### Transport
Het vliegveld Altaj Airport heeft een verharde baan en biedt regelmatige vluchten naar Arvajheer, Bajanhongor en Ulaanbaatar. Een nieuwe aankomst- en vertrekhal werd in 2013 geopend.
Bij Burgastaj is een grensovergang naar China.

## Dieren en planten
De provincie wordt gekenmerkt door steppe- en woestijn vegetatie. Er zijn meer dan 2 miljoen dieren in de provincie, de meeste zijn schapen en geiten. Een zeldzame wilde diersoort is de saiga-antilope. De productie van gewassen is vrijwel onontwikkeld. 

## Administratieve indeling

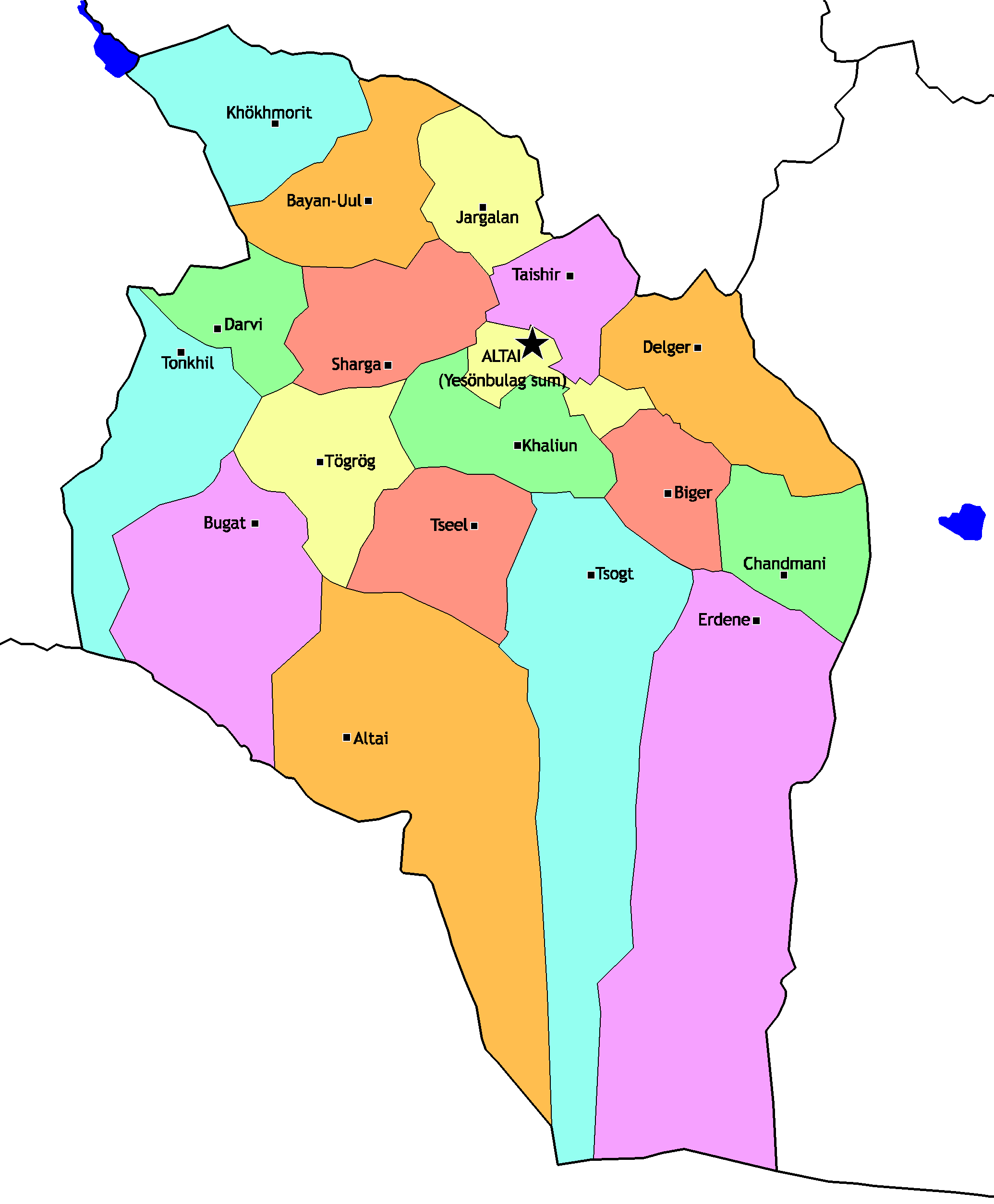
Sums van Govi-Altaj

De hoofdstad Altaj is gelegen in de sum Jesönbulag, niet te verwarren met de sum Altaj in het zuiden van de ajmag.
Naast de hoofdstad die circa 18.000 inwoners heeft, zijn er geen andere grote plaatsen in de ajmag, die is verdeeld in 18 sums.
Bajantooroi is een geïrrigeerde tuinbouwvestiging in een oase in de gobiwoestijn, 62 km ten zuiden van Tsogt. Het kantoor voor het Great Gobi A Strictly Protected Area en het Great Gobi B Strictly Protected Area is hier gevestigd. Het natuurgebied Eej Khairkhan Uul, een berg met grillig verweerde rotsen, ligt 50 km ten westen van Bajantooroi.
Arhangaj · Bajan-Ölgi · Bajanhongor · Bulgan · Darhan-Uul · Dornod · Dornogovĭ · Dundgovĭ · Govĭ-Altaj · Govĭsümber · Henti · Hovd · Hövsgöl · Ömnögovĭ · Orhon · Övörhangaj · Selenge · Sühbaatar · Töv · Uvs · Zavhan